# Sascha Bert

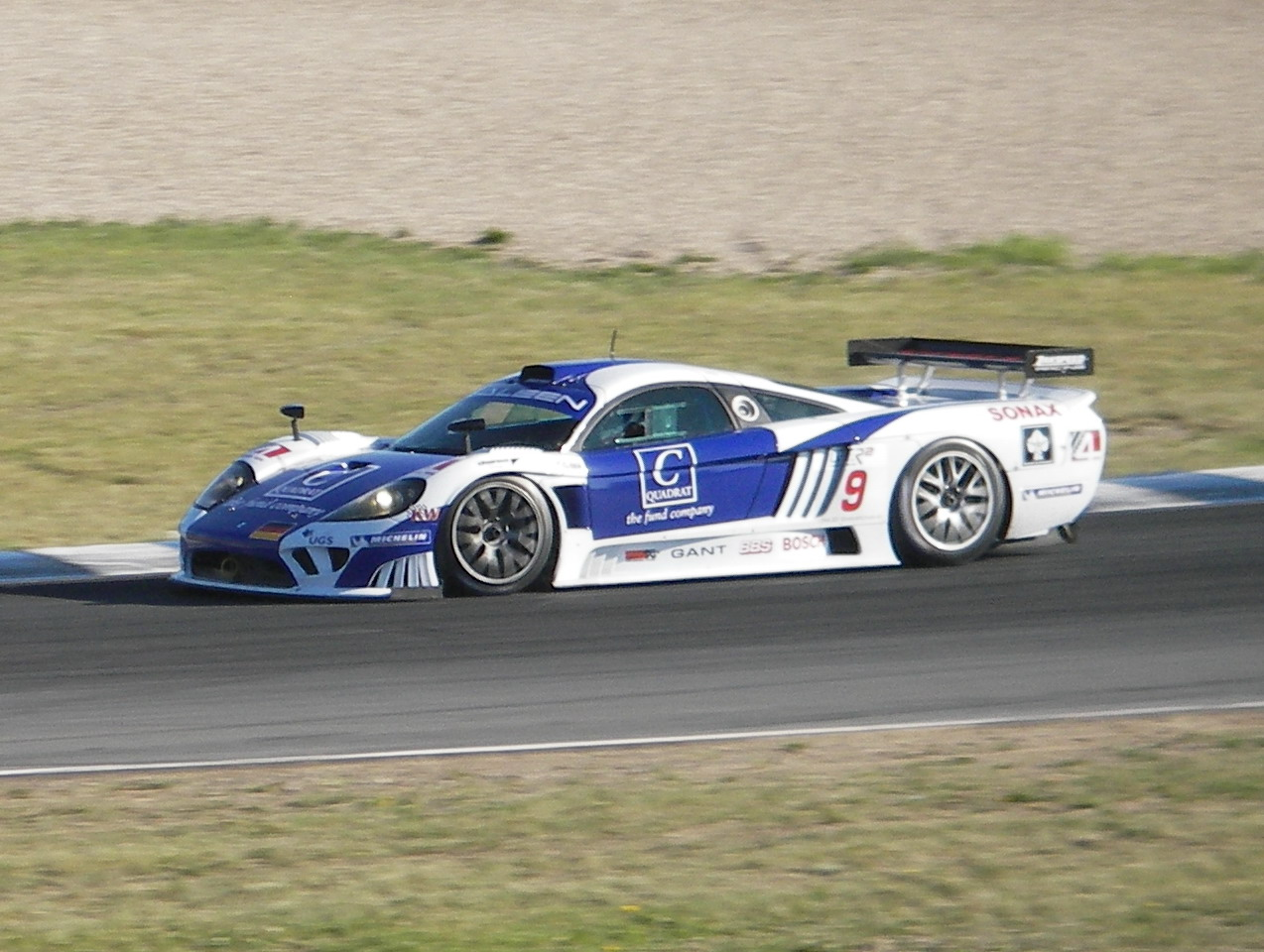
Sascha Bert im Saleen S7R bei einem FIA-GT-Rennen

Sascha Bert (* 5. März 1976 in Darmstadt) ist ein ehemaliger deutscher Autorennfahrer.

## Karriere

### Formelrennen
1984 begann Bert seine Karriere im Kartsport. 1988 und 1989 wurde er Deutscher Kart-Meister. 1994 fuhr er in der Formel Renault und schloss die Meisterschaft als Vierter ab. Im folgenden Jahr gelang ihm der erste Rennsieg in der Serie. 1996 und 1997 nahm er als Opel-Werksfahrer am Deutschen Formel-3-Cup teil. Nach einem Jahr als Testfahrer erhielt er 1999 ein Cockpit in der Internationalen Formel-3000-Meisterschaft, scheiterte aber bei allen drei Einsätzen an der Qualifikation. 2000 startete er in der Euroseries 3000.

### Tourenwagen und GT-Sport
Von der Erstaustragung 2001 bis zum Einstellung der Serie 2003 nahm Bert an der V8-Star teil. Auch 2004 blieb ein V8-Star sein Einsatzgerät, als er für Zakspeed an zwei Läufen der BFGoodrich Langstreckenmeisterschaft sowie beim 24-Stunden-Rennen auf dem Nürburgring startete. Als er 2005 nun auf Zakspeeds Dodge Viper GTS-R antreten durfte, erreichte er mit dem dritten Platz beim 24-Stunden-Rennen auf dem Nürburgring den bis dahin größten Erfolg seiner Karriere.
In der Saison 2006 bestritt Bert auf einem Saleen S7R von Zakspeed die FIA-GT-Meisterschaft. Dort konnte er zwei Rennsiege feiern und erzielte den sechsten Platz in der Fahrerwertung. Einen weiteren Einsatz hatte er beim 24-Stunden-Rennen auf dem Nürburgring, bei dem sein Fahrzeug allerdings ausfiel. Auch 2007, als er nun im Aston Martin DBRS9 von Phoenix fuhr, blieb ihm die Zielankunft verwehrt. Daran änderte sich allerdings nichts, als er 2008 wieder am Steuer der Zakspeed-Viper saß. Des Weiteren nahm er im selben Jahr an einzelnen Läufen der BFGoodrich Langstreckenmeisterschaft, der FIA GT3-Europameisterschaft sowie der ADAC GT Masters teil. 2009 konnte er wieder einen größeren Erfolg feiern, als er im Porsche 997 GT3 Cup von Uwe Alzen den vierten Platz beim 24-Stunden-Rennen auf dem Nürburgring erreichte.
Darüber hinaus ist Bert seit 2007 Instruktor des OPC Race Camps.